# Мішель Гондрі
Міше́ль Гондрі́ (фр. Michel Gondry; нар. 8 травня 1963, Версаль, Франція) — французький кінорежисер, сценарист, кінопродюсер та кліпмейкер. Лауреат премії «Оскар» за найкращий оригінальний сценарій за підсумками 2004 року.

## Біографія
Мішель Гондрі народився в передмісті Парижу Версалі. Його дідусь Констан Мартін був видатним винахідником, зокрема він був творцем одного з перших синтезаторів клавіоліни (фр. Clavioline). Батько Мішеля займався продажем електрогітар і програмуванням, а його мати була піаністкою. У 1980-х роках він навчався в художній школі у Парижі, де разом з друзями організував поп-рок групу Oui-Oui. До розпаду групи у 1992 році, Гондрі грав на ударних і знімав відеокліпи на пісні групи. Один зі знятих ним кліпів Oui-Oui показали на MTV, завдяки чому на нього звернула увагу ісландська співачка Бйорк і запропонувала Гондрі співробітництво. Мішель Гондрі зняв 5 кліпів на композиції співачки, після чого до нього стали звертатися інші музиканти. Пізніше, не залишаючи захоплення кліпами, Гондрі почав знімати телевізійну рекламу і домігся всесвітнього визнання (ролик, знятий для Levi's вважається одним з найкращих зразків телевізійної реклами у світі).
2001 року Гондрі дебютував в ігровому повнометражному кіно, знявши у Голлівуді стрічку «Звірина натура». Другий його фільм «Вічне сяйво чистого розуму» (2004), відзначено великою кількістю захоплених відгуків. Головні ролі в картині зіграли зірки Голлівуду Джим Керрі і Кейт Вінслет. За сценарій цього фільму, написаний у співпраці з Чарлі Кауфманом і П'єром Вісмутом, Гондрі здобув премію «Оскар». Стрічка завоювала також премію «Сатурн» як найкраща фантастична кінострічка року. Та справжню популярність Мішелю Гондрі у 2006 році приніс фільм «Наука сну». Знімання цього автобіографічного, за словами режисера, фільму відбувалося в Парижі в будинку Гондрі, де він жив 15 років тому.
У 2005 році Мішель Гондрі на два роки став офіційним художником Массачусетського технологічного інституту. У вересні 2006 він дебютував з інсталяцією в одній з галерей Нью-Йорка. Виставка з реквізитом з його другого фільму називалася «Наука сну: Виставка патологічних дивних маленьких подарунків».
У 2006 році Гондрі був режисером п'ятого епізоду другого сезону серіалу «Flight of the Conchords» на каналі HBO. У 2008-му він став учасником антології короткометражок «Токіо!», присвячених японській столиці. 2009 року Гондрі випустив нову художньо-документальну стрічку — «Скабка в серці», героями якої стала його тітка Сюзетт та її син і кузен Мішеля Жан-Ів.
2011 року Мішель Гондрі повернувся до Голлівуду де поставив стрічку про супергероя Зеленого Шершня (фільм «Зелений шершень»). Сценарій до цієї стрічки написав молодий канадський комік Стів Роген, що також зіграв тут головну роль.
2013 року зрежисував фільм «Піна днів», що став третьою за рахунком екранізацією найвідомішого однойменного роману французького письменника Бориса Віана.
2014 року Мішеля Гондрі було обрано до складу основного журі 64-го Берлінського кінофестивалю.

## Фільмографія
| Рік       | Назва                              | Оригінальна назва                     | Посада                                 |
| --------- | ---------------------------------- | ------------------------------------- | -------------------------------------- |
| 2001      | Природа людини                     | Human Nature                          | режисер                                |
| 2004      | Вічне сяйво чистого розуму         | Eternal Sunshine of the Spotless Mind | режисер, сценарист                     |
| 2006      | Наука сну                          | La science des rêves                  | режисер, сценарист                     |
| 2007      | Перемотування                      | Be Kind Rewind                        | режисер, сценарист                     |
| 2008      | Токіо!                             | Tokyo                                 | режисер, сценарист                     |
| 2009      | Скабка в серці                     | L'épine dans le coeur                 | режисер (док.)                         |
| 2011      | Зелений шершень                    | The Green Hornet                      | режисер                                |
| 2012      |                                    | The We and the I                      | режисер, сценарист, продюсер           |
| 2013      | Чи щаслива людина високого зросту? | Is The Man Who Is Tall Happy?         | режисер, сценарист, продюсер           |
| 2013      | Піна днів                          | L'Écume des Jours                     | режисер, сценарист, продюсер           |
| 2015      | Мікроб і Бензин                    | Microbe et Gasoil                     | режисер, сценарист, продюсер           |
| 2018-2020 | Жартую                             | Kidding                               | режисер (8 серій), виконавчий продюсер |